# 麻豆鱷魚王
麻豆鳄鱼王生态教育农场是位于台湾台南市麻豆区，主要展示鳄鱼的动物园。麻豆鱷魚王于1976年由邱錫河创办，其原為養殖鱷魚販售皮肉之養殖場，全盛時期共有八千多隻鱷魚，後因邱氏夫婦篤信佛教不再願意殺生，逐漸將園內大部份鱷魚賣掉，養殖場也轉型為展示用之動物園。在園區內與遊客近距離擁抱、騎坐大鱷，大受民眾的歡迎。
然而在2016年，麻豆鳄鱼王主人邱錫河表示《动物保护法》太过严苛（指當時的修法重點），同時他的園區申請不到休閒農場執照，所以决定於2017年正式停业。在结束营业前数十天，麻豆鱷魚王開放免費入園，吸引許多民眾前往。尤其是有台湾鳄鱼王之名的河口鳄“小河”的展區周邊，更被大批遊客擠得水洩不通。
2023年，麻豆鱷魚王原址轉型為越南風休閒餐廳，1月5日開幕。為了紀念小河，餐廳命名為「麻豆鱷魚王蓮花休閒村」。

## 綜藝節目往事
2000年代上半叶，多个综艺节目热衷以鳄鱼作为惩罚或闯关工具，便到麻豆鳄鱼王取景拍摄，與知名綜藝節目製作人有交情的邱錫河本人也會參與想點子。在當時各電視台熱播的許多综艺节目，凡是有來到鱷魚王園區出外景的，都會要求艺人把头、手伸入鳄鱼嘴，甚至是伸進裝有幼齡小鱷魚的「恐怖箱」。其中還曾發生過意外插曲，如：台視《少年兵團旗開得勝》要求主持人與來賓在池中與鱷魚共游，制作单位原已把鳄鱼嘴用胶带捆住，攝影師突然发现鱷魚嘴巴的胶带，因在水中浸泡過久終究松脱，藝人們慌忙逃上岸。

## 争议
台灣防止虐待動物協會发现「小河」所在的池子完全無水，且地板是光滑的磁磚地面，在9个多小时的營業時間里小河无法移動身軀。另外，麻豆鳄鱼王將天竺鼠、白獼猴、羊駝、無麟雞等动物饲养在不良的环境中，易引发动物疾病。所以防止虐待動物協會呼吁民众不要參觀麻豆鳄鱼王。
2017年12月，園區正式歇業後，小河送往位於福建省廈門市翔安區的中非世野野生動物園，其餘動物則送往國內其他動物園。然而在送抵廈門後，陸續有中國網友爆料小河長期遭到參觀民眾用路邊的石頭砸傷，導致小河身上到處都有新舊傷，加上嘴巴潰瘍和腳趾腫瘤等問題未得到妥善醫療，水池的池水也久未更換發出惡臭，環境也未提供躲避太陽或寒流的設施，小河已比當初送到園區時明顯消瘦許多，最終不幸於2023年10月25日病逝，享年41歲。